# Вальке, Жером
Жеро́м Вальке́ (фр. Jérôme Valcke) — генеральный секретарь ФИФА.

## Биография
Родился 10 октября 1960 года. Начал свою карьеру в качестве журналиста французской телекомпании Canal+. С 1991 по 1997 год занимал должность заместителя начальника спортивного отдела редакции. В 1997 году стал главным исполнительным директором канала Sport+, где проработал до 2002 года. Летом 2003 Вальке перешёл на работу в ФИФА в Цюрих и занял позицию директора по маркетингу и телевидению. На заседании Исполнительного комитета ФИФА 27 июня 2007 года Вальке был утверждён в качестве нового генерального секретаря организации. Вальке стал первым генеральным секретарем ФИФА с 1956 года, не родившимся в Швейцарии. 17 сентября 2015 года освобождён от выполнения своих обязанностей в связи с подозрениями в коррупции при продаже билетов на Чемпионат мира по футболу 2014 года.
9 января 2016 года чрезвычайный комитет ФИФА уволил Жерома Вальке с должности генерального секретаря ФИФА.
24 марта 2021 года бывший генеральный секретарь организации Жером Вальке дисквалифицирован на 6 лет 8 месяцев за различные нарушения кодекса этики ФИФА, как и бывший президент Международной федерации футбола (ФИФА) Йозеф Блаттер, сообщается на официальном сайте федерации. Поскольку предыдущие запреты на участие в футбольной деятельности, наложенные на Вальке, еще не сняты, то новое отстранение вступит в силу после истечения срока действия предыдущего, то есть 8 октября 2025 года. Также они оба оштрафованы на 1 миллион швейцарских франков .

## Личная жизнь
Женат, имеет двух детей.